# Avolsheim
Avolsheim település Franciaországban, Bas-Rhin megyében. Lakosainak száma 766 fő (2022. január 1.). Avolsheim Soultz-les-Bains, Molsheim és Wolxheim községekkel határos.

## Népesség
A település népességének változása:
| Lakosok száma | 732  | 743  | 741  | 713  | 738  | 763  | 788  | 774  | 766  |
|               | 2013 | 2015 | 2016 | 2017 | 2018 | 2019 | 2020 | 2021 | 2022 |